# Kasserine Nord
La delegació o mutamadiyya de Kasserine Nord (àrab: معتمدية القصرين الشمالية, muʿtamadiyyat al-Qaṣrīn ax-Xamāliyya) és una delegació o mutamadiyya de Tunísia a la governació de Kasserine, formada per quasi tota la ciutat de Kasserine, llevat dels barris més al sud, i algunes de les viles de la rodalia, tot i que alguna vila al nord forma part de la delegació de Kasserine Sud, molt més extensa. La delegació té una població de 60.410 habitants al cens del 2004.

## Administració
La delegació o mutamadiyya, amb codi geogràfic 42 51 (ISO 3166-2:TN-12), està dividida en cinc sectors o imades:
- Ennour Est (42 51 51)
- Ennour Ouest (42 51 52)
- El Bassatine (42 51 53)
- El Khadhra (42 51 54)
- El Arich (42 51 55)
- Boulâaba (42 51 56)

Al mateix temps, forma part de la municipalitat o baladiyya de Kasserine (42 11).